# 로렌츠 브렌타노

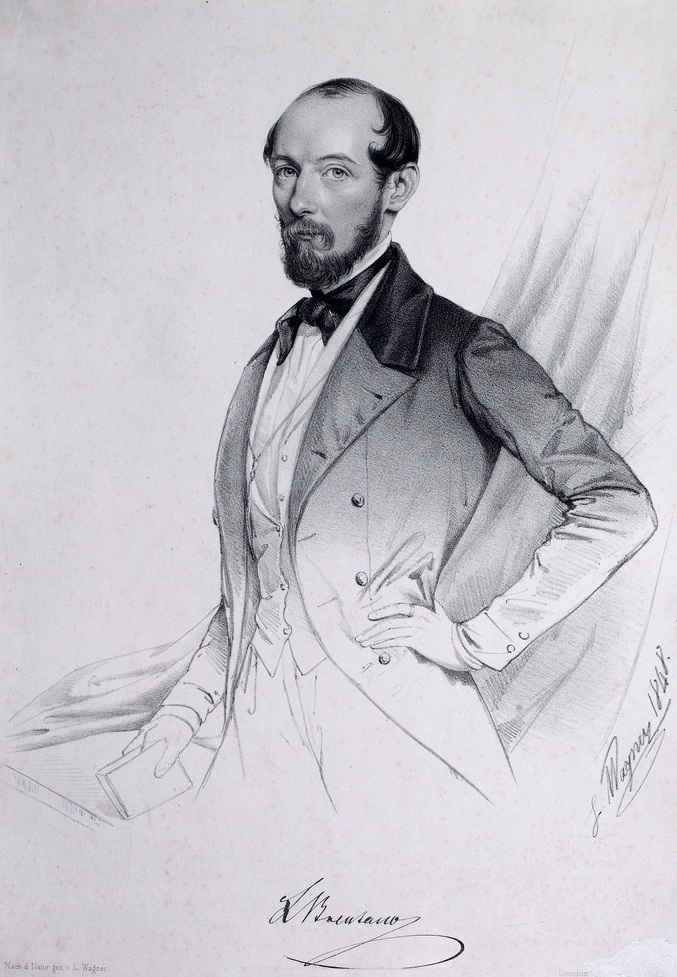
로렌츠 브렌타노

로렌츠 페터 카를 브렌타노(Lorenz Peter Carl Brentano, 1813년 11월 4일 만하임 ~ 1891년 9월 17일 시카고)는 독일 출신의 미국 정치가였다. 본래 바덴 대공국 출신 법학자인 그는 1848/1849년의 독일 3월 혁명 기간 동안 자유민주주의 성향의 정치인으로 활동하며 프랑크푸르트 국민의회의 의원과 1849년 바덴 공화국의 수장 역할을 하였다. 혁명이 실패한 후 브렌타노는 미국으로 망명하여 시카고 시 의회의 의장, 미 의회 의원, 드레스덴 주재 미 영사를 지냈다.

## 역대 선거 결과
| 선거명      | 직책명                        | 대수 | 정당   | 득표율 | 득표수  | 결과 | 당락                     |
| ----------- | ----------------------------- | ---- | ------ | ------ | ------- | ---- | ------------------------ |
| 1876년 선거 | 하원의원 (일리노이 제3선거구) | 45대 | 공화당 | 53.06% | 9,574표 | 1위  | 일리노이주 하원의원 당선 |